# Ismaily Gonçalves dos Santos
Ismaily Gonçalves dos Santos, mais conhecido como Ismaily (Ivinhema, 11 de janeiro de 1990), é um futebolista brasileiro que atua como lateral-esquerdo. Atualmente está sem clube.

## Carreira
Nascido em Ivinhema, Mato Grosso do Sul, tem esse nome graças ao filme Smiley, que teria emocionado sua mãe durante a gravidez. Ismaily iniciou sua carreira como jogador profissional em 2008, atuando como Atacante pelo Ivinhema Futebol Clube, onde sagrou-se campeão estadual no seu ano de estreia, marcando 11 gols - sendo assim vice artilheiro da equipe na competição.
Ao término do estadual, foi negociado com o Desportivo Brasil. No mesmo ano mudou-se para o São Bento por empréstimo. Em 2009, retornou ao Desportivo Brasil disputando a Copa São Paulo de Futebol Júnior, iniciando assim sua trajetória como lateral esquerdo. Ao término da competição, iniciou sua carreira internacional, mudando-se para o Estoril Praia. Na segunda divisão de Portugal, jogou todos os jogos como jogador titular, marcou 1 gol pelo clube, obteve destaque individual durante sua passagem e sua equipe terminou em décimo primeiro lugar no campeonato.
Em 2010 foi para o Olhanense - este já na primeira divisão. Em 25 jogos da equipe, marcou um gol contra o Vitória de Setúbal numa vitória por 3-2, no ano seguinte permaneceu no clube, anotando mais 2 gols.

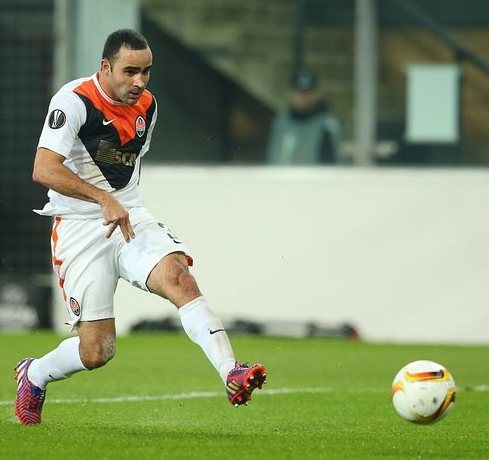
Ismaily em partida do Shakhtar Donetsk

Em 16 de Junho de 2012, Ismaily foi contratado pelo Braga com um contrato de quatro anos. Seu primeiro jogo pelo clube do Braga foi contra a equipe do Benfica pela primeira rodada do campeonato português, onde ele deu duas assistências no empate por 2-2. Em 22 de Agosto de 2012, na fase de qualificação para a disputa da Liga dos Campeões da UEFA de 2012-13, Ismaily marcou o gol de empate após um chute de 30 metros do gol adversário a partida terminou em 1-1 contra a equipe da Udinese.
Em fevereiro de 2013, foi contratado pelo Shakhtar Donetsk, com um contrato de cinco anos. Em Agosto de 2016, Ismaily renova seu contrato com o Shakhtar por mais 5 anos.
Após o ínicio da guerra na Ucrânia o clube que optou por suspender o vínculo, e depois da Fifa permitir tal medida para os atletas que atuem em times ucranianos e russos, assim encerrando sua passagem com 228 partidas, 16 gols e conquistando 13 títulos, dentre eles seis edições do Campeonato Ucraniano.
| “                        | É difícil ver o time e o país em uma situação tão difícil. Foram nove anos na Ucrânia, e durante esse período, duas guerras. É triste ver um país e um povo tão acolhedor ser agredido covardemente pela Rússia | ” |
| — Ismaily, em entrevista | |   |

## Seleção Brasileira
No dia 20 de março de 2018, Ismaily foi convocado pela primeira vez para a Seleção Brasileira, para os jogos contra Alemanha e Rússia. O técnico Tite chamou o atleta do Shakhtar para cobrir a vaga deixada por Alex Sandro. O lateral da Juventus que já havia sido chamado devido ao corte de Filipe Luis, também se lesionou, sentindo uma lesão muscular na coxa direita.
Numa entrevista em 2016, devido ao sucesso no futebol ucraniano, Ismaily afirmou que chegou a ser convidado a atuar pela Seleção Ucraniana. Contudo, tal questão só poderia se concretizar no início de 2018, quando o lateral completaria cinco anos no futebol do país.

## Títulos
Ivinhema
- Campeonato Sul-Mato-Grossense: 2008

Braga
- Taça da Liga: 2012–13

Shakhtar Donetsk
- Campeonato Ucraniano de Futebol: 2012–13, 2013–14, 2016–17, 2017–18, 2018–19, 2019–20, 2021–22
- Copa da Ucrânia: 2012–13, 2015–16, 2016–17, 2017–18, 2018–19
- Supercopa da Ucrânia: 2013, 2014, 2015, 2017, 2021